# کلر برتشینجر
کلیر برتشینجر (انگلیسی: Claire Bertschinger؛ زادهٔ ۱ ژانویهٔ ۱۹۵۳) اهل بریتانیا است. او نشان امپراتوری بریتانیا که عبارت است از dssc, DSc, DSc (افتخار بزرگ)، MSc, RGN را دریافت کرد. وی (متولد ۱۹۵۳) یک پرستار سوئیسی و حامی افرادی است که در کشورهای در حال توسعه در رنج و حرمان به سر می‌برند. کار او در اتیوپی در سال ۱۹۸۴ با «بند اید» و گروه‌های باند موزیک شروع شد و متعاقباً با لایو اید، که یکی از بزرگ‌ترین برنامه‌های امدادی راه‌اندازی‌شده تا آن موقع بود، ادامه پیدا کرد.
وی همچنین برندهٔ جوایزی همچون ۱۰۰ زن بی‌بی‌سی شده‌است.

## زندگی‌نامه
کلیر در یک خانواده بریتانیایی، در شیرینگ، اسکس که نزدیک بیشاپس استنفورد اسکس است متولد شد. تا ۱۴ سالگی به سختی می‌توانست بخواند و بنویسد. پس از اینکه پدر و مادرش در دهه ۱۹۶۰ تلویزیون خریدند، یکی از اولین فیلم‌هایی که او تماشا می‌کرد مسافرخانه ششمین با بازی اینگرید برگمن بود، که داستان یک مبلغ مذهبی انگلیسی بود که در دهه ۱۹۳۰ به چین رفت و در حمله ژاپن گرفتار شد. برتشینجر فکر کرد: «من می‌توانم این کار را انجام دهم. این کاری است که من می‌خواهم انجام دهم.» او از دانشگاه برونل لندن با مدرک کارشناسی‌ارشد در انسان‌شناسی پزشکی در سال ۱۹۹۷ فارغ‌التحصیل شد. برتشینجر به آیین بودایی روی آورد. او در سال ۱۹۹۴ عضوی از سازمان جهانی بودایی‌ها شد. کتاب شرح‌حال او، «کوهستان متحرک» در سال ۲۰۰۵ منتشر شد. این کتاب تجارب جهانی و انگیزش معنوی که او را به مذهب بودا سوق داد توصیف می‌کند. قسمتی از حق امتیاز این کتاب به بنیاد آموزشی کودکان آفریقا که یک مؤسسه خیریه بریتانیایی است منتقل شد.

## جوایز
- ۱۹۸۶: مدال بیش از انجمن اکتشاف علمی.
- ۱۹۹۱: مدال فلورانس نایتینگل از کمیته بین‌المللی صلیب سرخ.
- ۲۰۰۵: جایزه زنان سال، پنجره ای به جهان.[۱]
- ۲۰۰۷: حقوق بشر و جوایز پرستاری ۲۰۰۷از مرکز بین‌المللی اخلاق پرستاری (ICNE) در دانشکده بهداشت و علوم پزشکی دانشگاه سوری.[۲]
- ۲۰۰۸: درجه دکترای افتخاری علوم اجتماعی از دانشگاه برونل.[۳]
- ۲۰۱۰: یکی از ۲۰نفر از افرادی که بیشترین نفوذ را در زمینه پرستاری داشتند، که توسط پرستاران در پرستاری آنلاین به او رای دادند.[۴]
- ۲۰۱۰: فرمانده اجرای فرمان امپراتوری بریتانیا
- ۲۰۱۰: مدرک دکترای آموزش، دانشگاه رابرت گوردون.[۵]
- ۲۰۱۰: مدرک دکترای علوم بهداشتی، دانشگاه آنجلیا راسکین[۶]
- ۲۰۱۱: مدرک دکترای دانشگاه استافوردشایر.[۷]
- ۲۰۱۱: افتخار دکترای علوم، دانشگاه دی مانتفورت De Montfort.[۸]
- ۲۰۱۲: صلیب سرخ بریتانیا به یکی از پنج «زن بسیار نیرومند که صلیب سرخ را تشکیل داد» رای داد.[۹]
- ۲۰۱۲: توسط مجله Scrubs کلیر را به عنوان یکی از تأثیر گذارترین ۱۰ پرستار زن در تمام دوران معرفی کرد.[۱۰]